# Elazar Azikri
Elazar Azikri (Rabbi Elazar ben Moshé  Azikri, sau Rabi Elazar ben Moșé  Azikri
în ebraică:רבי  אלעזר בן משה אזקרי) (1533 Safed = Țfat, azi în Israel,- 1600 id.)
a fost un teolog mistic (cabalist),poet și scriitor evreu de limba ebraică și arameică, din Palestina, autorul cărții 
("Sefer haredim") (Cartea celor cucernici), una din scrierile  fundamentale  ale deontologiei iudaice.
Făcea parte din cercul 'puilor de leu', discipolii rabinului Itzhak Luria din Safed.
S-a născut în anul 1533  în orașul Safed din nordul Palestinei (atunci parte din Imperiul Otoman), astăzi în Israel, într-o familie de evrei sefarzi stabiliți în Palestina după expulzarea poporului lor din Spania.
El a urmat studii religioase tradiționale cu rabinii Yossef Sagis și Yaakov Berab și s-a numărat printre cei mai mari învățați  și rabini evrei din vremea sa, alături de Shlomo Halevi Alkabetz, Yosef Karo, Itzhak Luria, Israel Najara și alții. 
În 1588 Rabbi Elazar a întemeiat  grupul numit   "Sukat Shalom" ("Tabernacolul  păcii"), care urmărea să trezească întărirea credinței în rândurile  evreilor.
Se spune că două  treimi din timpul zilei și-l petrecea în învățătură,iar o treime în meditație ("hitbodedut" התבודדות =  "izolare").În schimb se împotrivea posturilor excesive.
Rabbi Elazar Azikri  a murit în anul 1600 și a fost înmormântat la Safed.

## Scrieri

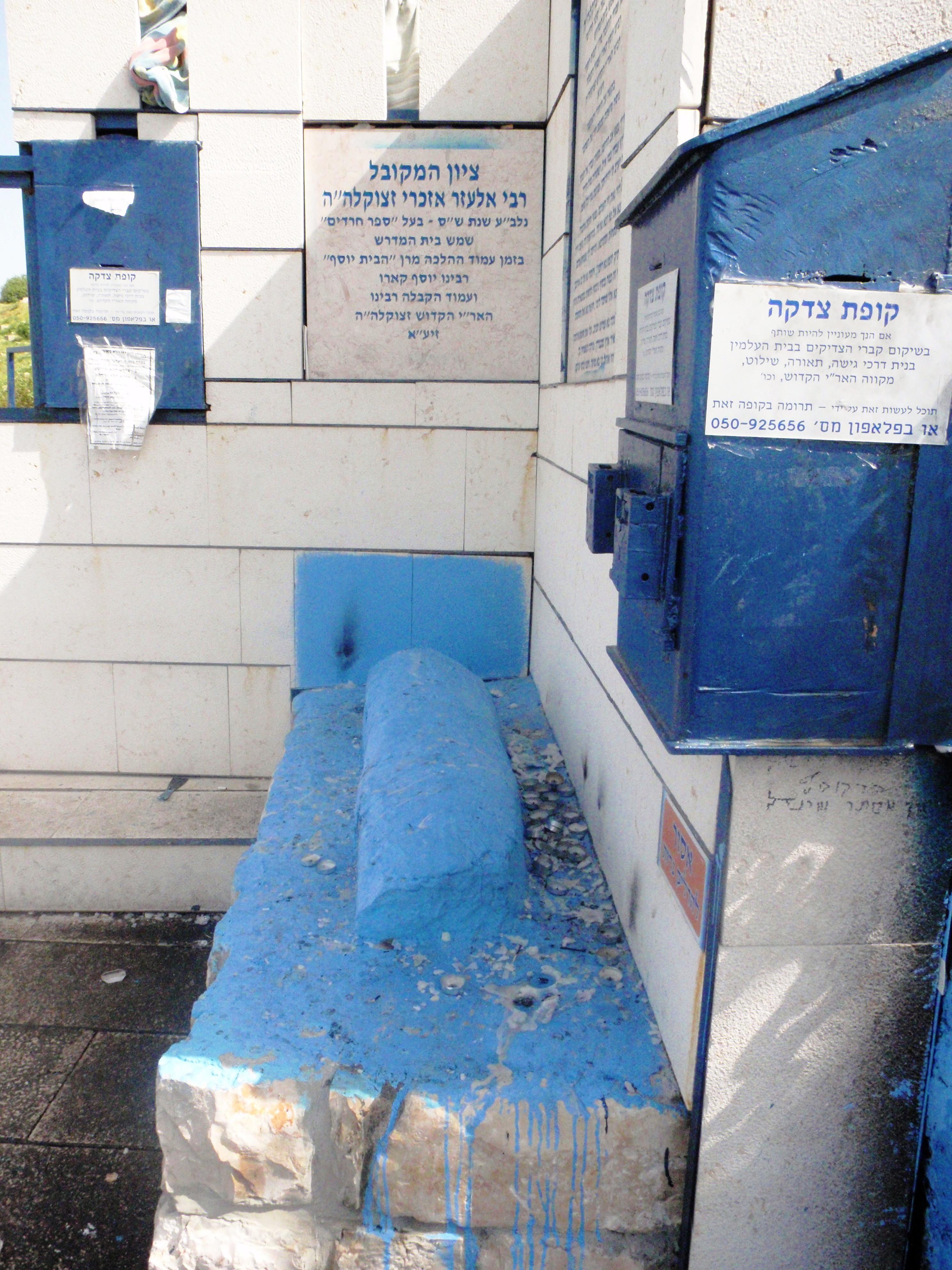
Mormântul lui Elazar Azikri

Cartea lui de morală religioasă, "Sefer haredim " 
( ספר חרדים), scrisă  in 1588 a fost tipărită  postum în 1601 la   Veneția.
A mai scris   comentarii  la tratatele  "Beitza" ("Oul") si "Brakhot"  {"Binecuvântari") din Talmudul palestinian (din Ierusalim), precum si la tratatele "Gitin" ("Divorț") si "Nedarin" ("Legăminte") din Talmudul  babilonean.
De asemenea  a scris un comentariu la "Plângerile lui Ieremia" numit "Kol Bokhim" (Vocea celor ce plâng). 
A compus poeme liturgice (piyutim) , din care foarte cunoscut și mișcător este cel intitulat "Yedid nefesh" ("Prieten al sufletului",  ידיד נפש) care a intrat mai întâi  în cărțile de  rugăciune (siddur) ale evreilor sefarzi,iar mai apoi și în cele ale evreilor 
așkenazi.
Deși s-a ocupat de Cabala (Kabala) și s-a bucurat  de aprecierea lui Rabbi Itzhak Luria, nu a lăsat învățături teoretice în acest domeniu.
A scris însă și un jurnal mistic "Miley deShmaya" (מילי דשמיא) (Cuvinte cerești) consacrat eticii și cultului .